# Герб комуни Гнеста
Герб комуни Гнеста (швед. Gnesta kommunvapen) — символ шведської адміністративно-територіальної одиниці місцевого самоврядування комуни Гнеста.

## Історія
Герб торговельного містечка (чепінга) Гнеста з зображенням серпа і рисі використовувався з 1957 року. Після адміністративно-територіальної реформи, проведеної в Швеції на початку 1970-х років, муніципальні герби стали використовуватися лишень комунами. Тому в 1971-1973 роках цей герб представляв комуну Гнеста, а не місто. 
Коли 1992 року комуну Гнеста відновлено, то вирішено використати як герб видозміну колишньої комуни Дага з зображенням берези. Новий герб комуни зареєстровано 1992 року. 

## Опис (блазон)
У зеленому полі золота береза з корінням.   

## Зміст
Зображення берези походить з печатки XVI століття. 